# Hermann Götze
Friedrich August Hermann Götze (auch: Götz) (* 29. Januar 1807 in Leipzig; † 17. Juni 1869 ebenda) war ein deutscher Rittergutsbesitzer und Politiker.

## Leben
Götze war der Sohn des Perückenmachers Carl Christian Götze in Leipzig und dessen Ehefrau Johanne Sophie Caroline. Götze, der evangelisch-lutherischer Konfession war, heiratete Johanne Juliane Winter (* 26. Juli 1810 in Leipzig; † 11. November 1877 ebenda), die Tochter des Klempners Gottlieb Heinrich Winter in Leipzig.
Götze war seit 1861 Gutsbesitzer auf Blankenstein und zog später von dort nach Leipzig zurück, wo er Stadtrat wurde.
Vom 25. bis zum 31. Juli 1866 war er als Stellvertreter von Hermann Ampach Mitglied im Landtag Reuß jüngerer Linie.